# ويليام ويلسون ويب
ويليام ويلسون ويب هو سياسي كندي، ولد في 1826 في كندا، وتوفي في 30 يونيو 1894 في برايتون في كندا. حزبياً، نشط في الحزب الليبرالي في أونتاريو ‏. وقد انتخب عضو برلمان مقاطعة أونتاريو.